# Христина Борович
Христина Борович (пол. Krystyna Borowicz; нар. 25 квітня 1923 — пом. 30 травня 2009) — польська акторка театру, телебачення і кіно.

## Біографія
Христина Борович народилася 25 січня 1923 року в Каліші. Акторську освіту здобула в Державній вищій театральній школі у Варшаві, яку закінчила в 1951 році. Дебютувала у театрі в 1950. Акторуа театрів у Варшаві.
Померла 30 травня 2009 у Варшаві.

## Вибрана фільмографія
- 1956 — Варшавская сирена / Warszawska syrena
- 1960 — Тисяча талерів / Tysiąc talarów
- 1964 — Італієць у Варшаві / Giuseppe w Warszawie
- 1964 — Закоханий «Пінгвін» / Pingwin
- 1966 — Бич Божий / Bicz Boży
- 1966 — Давай любити сиренки / Kochajmy syrenki
- 1966 — Домашня війна / Wojna domowa (в сериях 14 и 15)
- 1969 — Новий / Nowy
- 1969 — Пригоди каноніра Доласа, або Як я розв'язав Другу світову війну
- 1970 — Операція «Брутус» / Akcja Brutus
- 1970 — Мертва бриж / Martwa fala
- 1971 — Проблемний гість / Kłopotliwy gość
- 1971 — Мільйон за Лауру / Milion za Laurę
- 1971 — Кудесник за кермом / Motodrama
- 1971 — Не люблю понеділок / Nie lubię poniedziałku
- 1972 — Секс-підлітки / Seksolatki
- 1972 — Подорож за посмішку / Podróż za jeden uśmiech
- 1972 — Розшукуваний, розшукувана / Poszukiwany, poszukiwana
- 1975 — Ночі і дні / Noce i dnie
- 1985 — Отруйні рослини / Rośliny trujące

## Визнання
- Золотий Хрест Заслуги (1979).
- Кавалерка Ордена Відродження Польщі (1988).
- Заслужена діячка культури Польщі.